# Breuer-Interview
Unter dem Schlagwort Breuer-Interview versteht man die Aussagen in einem Interview des damaligen Vorstandssprechers der Deutschen Bank, Rolf-Ernst Breuer, im Februar 2002 zur finanziellen Lage der Kirch-Gruppe. Das Interview kostete die Deutsche Bank fast eine Milliarde Euro und führte zu einem Strafverfahren gegen Vorstandsmitglieder der Bank.

## Das Interview
Am Rande des im Jahr 2002 in New York durchgeführten Weltwirtschaftsforums am 3. Februar 2002 gewährte Breuer Bloomberg TV ein Interview zur finanziellen Situation der Kirch-Gruppe, das einen Tag später in Deutschland ausgestrahlt und als Textnachricht verbreitet wurde. Auf die Frage nach dem Kreditengagement der Deutschen Bank erläuterte Breuer zunächst, dass die Forderungen der Bank „im mittleren Bereich“ lägen „und voll gesichert durch ein Pfandrecht auf Kirchs Aktien am Springer-Verlag“ seien. Der Bank könne eigentlich nichts passieren. Auf die weitere Frage, ob man Kirch helfen werde, weiterzumachen, antwortete er:

„Das halte ich für relativ fraglich. Was alles man darüber lesen und hören kann, ist ja, dass der Finanzsektor nicht bereit ist, auf unveränderter Basis noch weitere Fremd- oder gar Eigenmittel zur Verfügung zu stellen. Es können also nur Dritte sein, die sich gegebenenfalls für eine, wie Sie gesagt haben, Stützung interessieren.“

Anfang April 2002 stellte die KirchMedia GmbH & Co. KGaA (KirchMedia) Insolvenzantrag. Im Juni 2002 wurde über das Vermögen mehrerer zum Kirch-Konzern gehörender Gesellschaften, darunter der PrintBeteiligungs GmbH, das Insolvenzverfahren eröffnet. Leo Kirch, Gesellschafter der Unternehmensgruppe, machte die Äußerung Breuers für die Insolvenz verantwortlich. Er wird mit dem Satz zitiert:

„Erschossen hat mich der Rolf.“

## Die rechtliche Auseinandersetzung
Kirch verklagte sowohl die Deutsche Bank (Beklagte zu 1) als auch Breuer persönlich (Beklagter zu 2) auf Schadensersatz. Anwaltlich wurde Kirch durch die Kanzlei von Wolf-Rüdiger Bub und Peter Gauweiler vertreten. Nach Kirchs Tod im Jahre 2011 wurde der Streit von Kirchs Erben weitergeführt.

### Zivilrechtliche Auseinandersetzungen
| Gericht                   | Kläger                      | Beklagter             | Urteil                                          | Fundstelle     | Ergebnis |
| ------------------------- | --------------------------- | --------------------- | ----------------------------------------------- | -------------- | --- |
| Landgericht München I     | Leo Kirch                   | Deutsche Bank, Breuer | Urteil vom 18. Februar 2003 – Az. 33 O 8439/02  | NJW 2003, 1046 | Der Klage stattgegeben |
| Oberlandesgericht München | Leo Kirch                   | Deutsche Bank, Breuer | Urteil vom 10. Dezember 2003 – Az. 21 U 2392/03 | WM 2004, 74    | Berufung der Deutschen Bank zurückgewiesen, Klage gegen Breuer abgewiesen                                                   |
| Bundesgerichtshof         | Leo Kirch                   | Deutsche Bank, Breuer | Urteil vom 24. Januar 2006 – Az. XI ZR 384/03   | BGHZ 166,84    | Verpflichtung der Beklagten, der PrintBeteiligungs GmbH Schadensersatz zu leisten, festgestellt. Im Übrigen Klageabweisung. |
| Landgericht München I     | Leo Kirch                   | Deutsche Bank, Breuer | Urteil vom 22. Februar 2011 – Az. 33 O 9550/07  |                | Klageabweisung |
| Landgericht München I     | Kirch Group Litigation Pool | Deutsche Bank, Breuer | Urteil vom 31. März 2009 – Az. 33 O 25598/05    |                | Klageabweisung |
| Oberlandesgericht München | Kirch Group Litigation Pool | Deutsche Bank, Breuer | 14. Dezember 2012 – Az. 5 U 2472/09             | WM 2013, 795   | Teilweises Obsiegen der Klägerin.                                                                                           |

Die Kirch-Gruppe hatte hohe Schulden bei verschiedenen Banken. Die Deutsche Bank hatte eine Kreditforderung gegen die PrintBeteiligungs GmbH (Print), eine Enkelgesellschaft der TaurusHolding GmbH & Co. KG, (Taurus) in Höhe von 1,4 Milliarden €. Zu Kirch persönlich und zur Taurus unterhielt die Deutsche Bank keine Geschäftsbeziehungen.

#### Der erste Prozess bis zum BGH-Urteil von 2006
Die Klage Kirchs, aus eigenem und abgetretenem Recht der Taurus und der Print, zielte auf Feststellung, dass die Beklagten verpflichtet seien, dem Kläger einen etwaigen durch die Interviewäußerung verursachten Vermögensschaden zu ersetzen. Der Bundesgerichtshof gab der Klage nur aus abgetretenem Recht der Print statt. Für das Urteil reichte die Wahrscheinlichkeit aus, dass durch die Äußerung ein Schaden entstanden war; ob und in welcher Höhe, war noch offen. Die Kosten wurden zu zwei Dritteln dem Kläger Kirch und zu je einem Sechstel den Beklagten Deutsche Bank und Rolf Breuer auferlegt.
Anspruchsgrundlagen gegen die Deutsche Bank:

1. § 280 BGB in Verbindung mit positiver Vertragsverletzung (§ 241 BGB): Verletzung der aus dem Darlehensvertrag folgenden Interessenwahrungs-, Schutz- und Loyalitätspflicht. Die Bank muss sich die Äußerung Breuers gem.§ 31 BGB zurechnen lassen. Der BGH führt dazu aus:

„Die Verpflichtung beinhaltet unter anderem, die Kreditwürdigkeit des Darlehensnehmers weder durch Tatsachenbehauptungen, auch wenn sie wahr sind, noch durch Werturteile oder Meinungsäußerungen zu gefährden. Dieses hat der Beklagte zu 2) jedoch durch seine Antwort auf die letzte der gestellten Interviewfragen des Fernsehjournalisten, ‚ob man mehr ihm (Kirch) hilft, weiter zu machen‘, getan. Der erste Satz der Antwort, ‚das halte ich für relativ fraglich‘, enthält eine skeptische Einschätzung des Beklagten zu 2), was die künftige Bewilligung zusätzlicher Mittel für Gesellschaften der Kirch-Gruppe angeht. Diese Einschätzung hatte schon aufgrund des Umstands, dass der Beklagte zu 2) als damaliger Vorstandssprecher der Beklagten zu 1) über die Bewilligung weiterer Kredite für Gesellschaften der Kirch-Gruppe mitentscheiden konnte, besonderes Gewicht. Dieses wurde durch den zweiten Satz der Antwort des Beklagten zu 2), ‚was alles man darüber lesen und hören kann, ist ja, dass der Finanzsektor nicht bereit ist, auf unveränderter Basis noch weitere Fremd- oder gar Eigenmittel zur Verfügung zu stellen‘, noch erheblich gesteigert. Zum Finanzsektor gehört als größte deutsche Bank auch die Beklagte zu 1). Ein verständiger Zuschauer oder Leser des Interviews, dem die damalige Stellung des Beklagten zu 2) als Vorstandssprecher auch aufgrund des Interviews bekannt war, musste dessen skeptische Einschätzung der Kreditbereitschaft des Finanzsektors deshalb, wie das Berufungsgericht zutreffend ausgeführt hat, dahin verstehen, weder die Beklagte zu 1) noch andere Banken würden dem Kläger und seiner Gruppe auf unveränderter Basis weitere Kredite zur Verfügung stellen. Das gilt auch unter Berücksichtigung des Umstands, dass sich der Beklagte zu 2) mit Hilfe des Wortes ‚man‘ und des Hinweises auf Medienberichte bemüht hat, seine Einschätzung als nicht auf seinem Sonder wissen als Vorstandssprecher beruhend erscheinen zu lassen. Der dritte Satz der Antwort des Beklagten zu 2), ‚es können also nur Dritte sein, die sich gegebenenfalls für eine – wie Sie gesagt haben – Stützung interessieren‘, enthält eine Bekräftigung des bereits Gesagten, indem eine Stützung des Klägers und seiner Gruppe, die sich nach Ausübung der Put-Option durch den Springer Verlag mit einem Volumen von 767 Millionen € wenige Tage vor dem Interview in einer öffentlich diskutierten schweren Finanzkrise befand, durch den Bankensektor ausgeschlossen wurde. Diese Äußerungen des Beklagten zu 2) waren angesichts seiner damaligen Stellung als Vorstandssprecher der größten deutschen Bank und seines Ansehens gerade auch in der Kreditwirtschaft geeignet, die Aufnahme dringend benötigter zusätzlicher Kredite durch die PrintBeteiligungs GmbH, aber auch durch den Kläger, die TaurusHolding oder andere Gesellschaften der Kirch-Gruppe erheblich zu erschweren. Es bestand nämlich die auf der Hand liegende Gefahr, dass andere Kreditinstitute oder sonstige Geldgeber nach den Interviewäußerungen des Beklagten zu 2) Kreditwünsche des Klägers oder von Gesellschaften seiner Gruppe ohne unvoreingenommene Prüfung ablehnten, weil die Beklagte zu 1) als besonders angesehene deutsche Bank trotz ihrer nach Einschätzung des Beklagten zu 2) guten Absicherung des ausgereichten Darlehens zur Vergabe weiterer Kredite auf unveränderter Basis nicht bereit war. Die genannten Äußerungen des Beklagten zu 2) stellen danach eine der Beklagten zu 1) nach § 31 BGB zuzurechnende Verletzung der aus dem Darlehensvertrag mit der PrintBeteiligungs GmbH folgenden Interessenwahrungs-, Schutz- und Loyalitätspflicht dar. Auf die Wahrnehmung berechtigter Eigeninteressen kann sich die Beklagte zu 1) ebenso wenig berufen wie auf das Recht zur freien Meinungsäußerung (Art. 5 Abs. 1 Satz 1 GG). Dieses erlaubt nicht die Verletzung von Pflichten, die die Beklagte zu 1) vertraglich übernommen hat.“

2. Haftung der Deutschen Bank wegen Verletzung des Rechts am eingerichteten und ausgeübten Gewerbebetrieb.

3. Ansprüche Kirchs bzw. von Taurus gegen die Deutsche Bank hat der BGH abgelehnt, da es keine vertraglichen Beziehungen zwischen diesen Parteien gab noch die Voraussetzungen eines Vertrages mit Schutzwirkung zugunsten Dritter vorlägen. Der BGH weist in diesem Zusammenhang auf das konzernrechtliche Trennungsprinzip hin.

4. Einen Schadensersatzanspruch aus § 824 Abs. 1 BGB (Kreditgefährdung) hat der BGH ebenfalls verneint.

5. Dies gilt auch für einen Verstoß gegen § 55a KWG (Unbefugte Verwertung von Angaben über Millionenkredite).

6. Ebenfalls verneinte der BGH einen Verstoß gegen § 823 Abs. 2 BGB i. V. mit § 17 Abs. 1 UWG a. F.

#### Der zweite Prozess bis zum Urteil des OLG München von 2012
Die KGL Pool GmbH (KGL steht wohl für Kirch Group Litigation) vereinte die an sie abgetretenen Ansprüche von 17 verschiedenen Gesellschaften der ehemaligen Kirch-Gruppe bzw. ihrer Insolvenzverwalter. Sie behauptete, den einzelnen Gesellschaften seien durch das Breuer-Interview Schäden entstanden. Diese Schäden sollen zum Teil darin gelegen haben, dass verschiedene Assets dieser Gesellschaften unter Wert veräußert worden seien. Zum anderen Teil soll der Schaden in der Veräußerung von Firmenanteilen selbst bestanden haben. Wesentlicher Verlust soll der Verkauf der Aktien an der ProSiebenSat1 Media AG an die Investoren um Haim Saban gewesen sein. Die KGL Pool GmbH berechnete hier einen Schaden von rund 2 Mrd. Euro, d. h. der Kaufpreis soll im Ergebnis um diesen Betrag zu niedrig gewesen sein. Die Klage richtete sich dementsprechend auf Ersatz dieses Betrags und die Feststellung weiterer Schadensersatzverpflichtungen. Die Klage wurde zur Vermeidung der Verjährung zum Jahresende 2005 eingereicht und konnte deswegen noch nicht die Rechtsauffassung des Bundesgerichtshofs aus dem ersten Kirch-Urteil vom 24. Januar 2006 berücksichtigen, enthielt deswegen viele Punkte, die nach der Rechtsprechung des Bundesgerichtshofs obsolet waren.
Das Landgericht München I wies die Klage ohne Beweisaufnahme ab. Auf die Berufung führte das Oberlandesgericht München über einen Zeitraum von etwa einem Jahr und neun Monaten eine Beweisaufnahme mit ca. 40 Zeugen durch. Dabei ging es vor allem um die Frage, ob die Deutsche Bank AG aus Verschulden bei Vertragsverhandlungen hafte und/oder Breuer und die Deutsche Bank AG aus deliktischen Anspruchsgrundlagen. Das Oberlandesgericht sah im Urteil vom 14. Dezember 2012 kein Verschulden bei Vertragsverhandlungen, nahm aber deliktische Haftung von Breuer und der Deutschen Bank AG aus § 823 Abs. 1 BGB (Verletzung des eingerichteten und ausgeübten Gewerbebetriebs) sowie nach § 826 BGB an. Ferner sollte eine vertragliche Haftung wegen Verletzung einer Hilfsvereinbarung im Zuge des Projektes, die ProSiebenSat.1 AG mit der KirchMedie KGaA zu verschmelzen, bestehen. Im Ergebnis wurde eine Verpflichtung zum Schadensersatz für viele der 17 Zedenten abgelehnt, für einige aber bejaht. Die Höhe des Schadensersatzes für die Veräußerung der Aktien an der ProSiebenSat.1 AG wurde nicht festgestellt, hier wurde nur ein Grundurteil ausgesprochen.

#### Ende der Auseinandersetzung durch Vergleich
Nach jahrelangen Auseinandersetzungen wurde der Rechtsstreit zwischen den Kirch-Erben und der Deutschen Bank am 20. Februar 2014 durch einen Vergleich beendet. Die Bank zahlte danach 775 Millionen € plus Zinsen, nach Darstellung des Manager-Magazins eine Gesamtsumme von rd. 925 Millionen €. Hinzu kommen Kosten für Anwälte und Dritte in Millionenhöhe.

#### Regress der Deutschen Bank gegen Breuer
Der Aufsichtsrat der Deutschen Bank hat beschlossen, Regressansprüche gegen Breuer geltend zu machen. Die Vermögensschadenhaftpflichtversicherung der Deutschen Bank erkannte rd. 100 Mio. € an; diese Summe wurde aber um einen Selbstbehalt der Bank von 10 % gekürzt. In einem Vergleich verpflichtete sich Breuer zur Zahlung von 3,2 Mio. €. Durch diese Zahlung sind rd. 3 ‰ des materiellen Schadens ausgeglichen, die Rufschädigung der Bank kann nicht quantifiziert werden.

### Strafverfahren

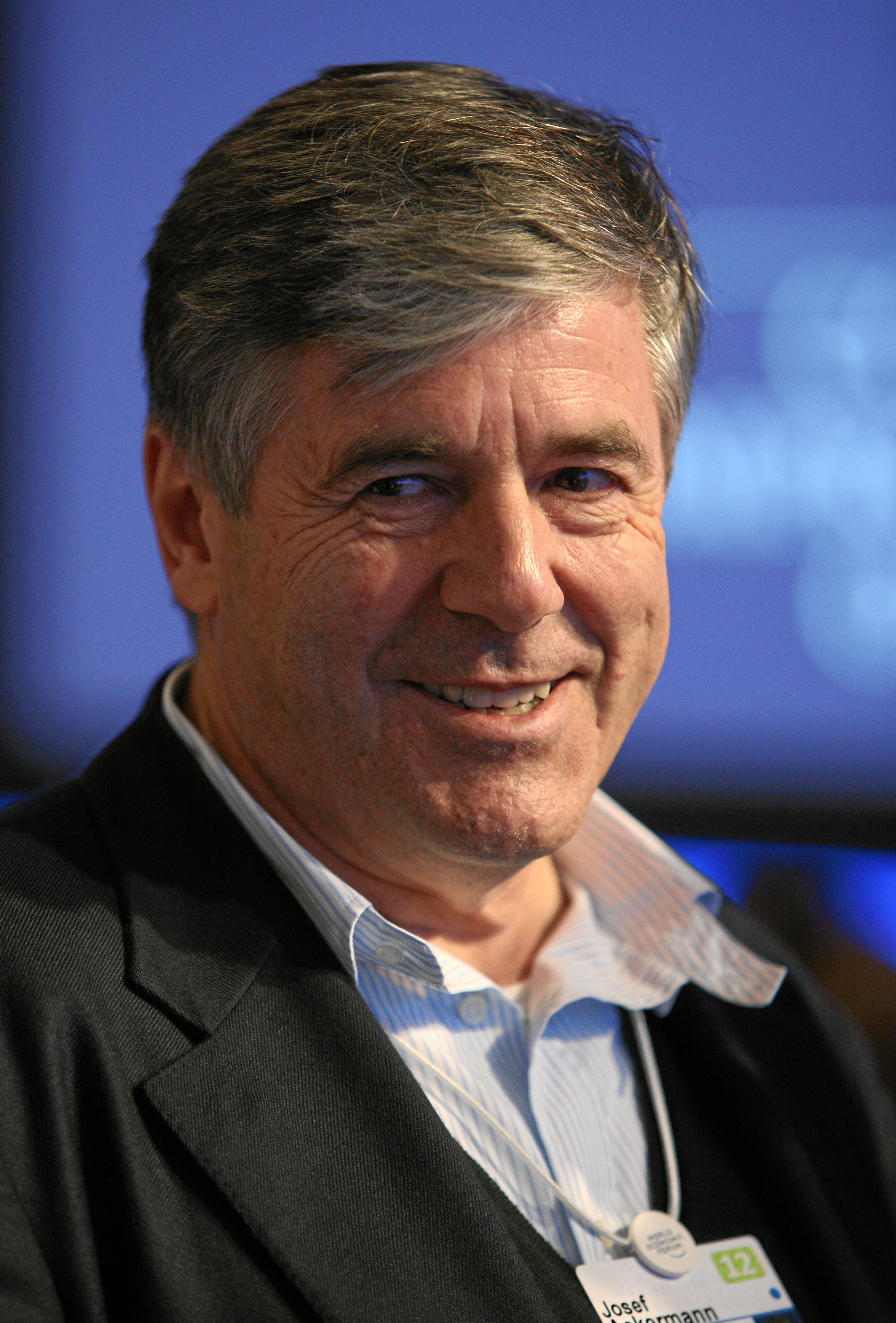
Angeklagter Josef Ackermann, 2012

#### Anzeige Kirchs
Am 4. Mai 2002 erstattete Leo Kirch Strafanzeige gegen Rolf Breuer u. a. wegen Verletzung von Geschäftsgeheimnissen.

#### Verfahren wegen versuchten Prozessbetrugs
Die Staatsanwaltschaft München I ermittelte seit 2011 gegen Josef Ackermann, Rolf Breuer, Jürgen Fitschen, das Vorstandsmitglied der Deutschen Bank Stephan Leithner und weitere Personen wegen versuchten Prozessbetrugs vor dem OLG München. Dabei kam es auch zu Durchsuchungen und Beschlagnahmen.
Hintergrund der Ermittlungen war der Verdacht, dass die Deutsche Bank sich bemüht habe, von Kirch ein Mandat für die Neuordnung seiner – in Schwierigkeiten befindlichen – Unternehmensgruppe zu erhalten. Hintergrund war ein Tagesordnungspunkt der Vorstandssitzung vom 29. Januar 2002. Hierzu könnten Überlegungen von Investmentbankern der Deutschen Bank gepasst haben, wie sie als Berater an einer Restrukturierung oder Zerschlagung der Kirch-Gruppe verdienen könnten.
Mit einer Verfassungsbeschwerde wollte Ackermann verhindern, dass die Kirch-Erben in der Bank beschlagnahmte Dokumente im Zivilprozess verwenden. Ackermann erlitt jedoch vor dem Bundesverfassungsgericht eine Niederlage. Das Gericht nahm die Beschwerde nicht zur Entscheidung an, wie ein Sprecher erklärte (Az. 2 BvR 2657/13). Der damit verbundene Antrag auf einstweilige Anordnung habe sich dadurch erledigt, erklärte das Gericht auf Anfrage. Medienberichten zufolge hat die Staatsanwaltschaft den Erben des Medienunternehmers Leo Kirch Einsicht in Unterlagen gewährt.
Im Laufe der Ermittlungen durchsuchte die Staatsanwaltschaft auch die Kanzleiräume der Anwaltssozietät Hengeler Mueller, die die Deutsche Bank bis kurz vor dem Kirch-Vergleich beraten und vertreten hatte. Am 23. September 2014 teilte die Staatsanwaltschaft München I mit, dass sie gegen Rolf Breuer, Josef Ackermann, Clemens Börsig, Jürgen Fitschen und das frühere Vorstandsmitglied Tessen von Heydebreck wegen versuchten Prozessbetrugs in einem besonders schweren Fall erhoben habe. Die Ermittlungen wurden aufgrund eines Hinweisbeschlusses des OLG München vom 28. Juni 2011 aufgenommen, in dem der Senat erklärte, dass er den Aussagen der betreffenden Zeugen keinen Glauben schenke.

„Die Anklagebehörde geht nach Abschluss der Ermittlungen davon aus, dass die fünf Angeschuldigten kollusiv zusammenwirkten, um das Oberlandesgericht München durch falsche Angaben zu täuschen und so eine Klageabweisung zu erreichen.
Dies gelang jedoch nicht, da das Zivilgericht den mündlichen und schriftlichen Vorträgen nicht folgte und mit Teilurteil vom 14. Dezember 2012 der Klage der Kirch-Seite in wesentlichen Punkten stattgab.“

Für den Fall einer rechtskräftigen Verurteilung komme auch die Ahndung einer Aufsichtspflichtverletzung (OWiG) durch die Deutsche Bank mit einer Geldbuße bis zu 1 Million € in Betracht.
Das Landgericht München ließ die Anklage gegen Fitschen, Breuer, Ackermann, Börsig und von Heydebreck zu. Der Prozess begann am 28. April 2015. Im April 2016 wurden alle Angeklagten freigesprochen.